# 王三錫 (正德進士)
王三錫（1488年—？），字承恩，號西墅，山東兗州府曹州人，民籍，明朝政治人物。

## 生平
正德五年（1510年）庚午科山東鄉試第一名舉人（解元），十二年（1517年）中式丁丑科會試第一百二十七名，二甲第四十七名進士。選翰林院庶吉士，十四年（1519年）八月授編修，十六年（1521年）明世宗即位，充《武宗實錄》纂修官，升翰林院侍講、侍讀，嘉靖五年（1526年）六月出為四川布政使司左參政，考察閑住。

## 家族
曾祖王斌；祖父王杲，壽官；父王瑞（1455年-1534年），字世禎，封翰林院編修。前母楊氏；母宋氏，封孺人。重慶下。弟王三槐、王三鑑、王三俊。